# Nippo-Vini Fantini/2015
Deze pagina geeft een overzicht van de Nippo-Vini Fantini-wielerploeg in 2015.

## Algemeen
Algemeen manager: Francesco Pelosi
Ploegleiders: Stefano Giuliani, Hiroshi Daimon, Mario Manzoni
Fietsmerk: De Rosa
Kopman: Damiano Cunego

## Transfers
| Inkomend        | Team 2014                   | Uitgaand         | Team 2015               |
| --------------- | --------------------------- | ---------------- | ----------------------- |
| Damiano Cunego  | Lampre-Merida               | Giuseppe Fonzi   | Southeast Pro Cycling   |
| Mattia Pozzo    | Neri Sottoli                | Grega Bole       | CCC Sprandi Polkowice   |
| Daniele Colli   | Neri Sottoli                | Kim Magnusson    | Team Tre Berg-Bianchi   |
| Antonio Nibali  | Marchiol Emisfero           | Daniel Paulus    | Team Vorarlberg         |
| Iuri Filosi     | Team Colpack                | Yuma Koishi      | CCT p/b Champion System |
| Giacomo Berlato | Zalf-Euromobil-Désirée-Fior | Yuya Akimaru     | Shimano Racing Team     |
| Nicolas Marini  | Zalf-Euromobil-Désirée-Fior | Takashi Miyazawa | Gestopt                 |
|                 |                             | Willie Smit      | Onbekend                |

## Renners
| Naam                 | Geboortedatum | Nationaliteit | Ploeg 2014                  |
| -------------------- | ------------- | ------------- | --------------------------- |
| Giacomo Berlato      | 05-05-1992    | Italië        | Zalf-Euromobil-Désirée-Fior |
| Alessandro Bisolti   | 07-03-1985    | Italië        |                             |
| Didier Chaparro      | 17-06-1987    | Colombia      |                             |
| Daniele Colli        | 19-04-1982    | Italië        | Neri Sottoli                |
| Damiano Cunego       | 19-09-1981    | Italië        | Lampre-Merida               |
| Pierpaolo De Negri   | 05-06-1986    | Italië        |                             |
| Iuri Filosi          | 17-01-1992    | Italië        | Team Colpack                |
| Eduard-Michael Grosu | 04-09-1992    | Roemenië      |                             |
| Manabu Ishibashi     | 30-11-1992    | Japan         |                             |
| Shiki Kuroeda        | 08-01-1992    | Japan         |                             |
| Alessandro Malaguti  | 22-09-1987    | Italië        |                             |
| Nicolas Marini       | 29-07-1993    | Italië        | Zalf-Euromobil-Désirée-Fior |
| Antonio Nibali       | 23-09-1992    | Italië        | Marchiol Emisfero           |
| Mattia Pozzo         | 26-01-1989    | Italië        | Neri Sottoli                |
| Riccardo Stacchiotti | 08-11-1991    | Italië        |                             |
| Antonio Viola        | 21-09-1990    | Italië        |                             |
| Genki Yamamoto       | 19-11-1991    | Japan         |                             |

## Overwinningen
Ronde van Japan
2e etappe: Nicolas Marini
Ronde van Slovenië
2e etappe: Pierpaolo De Negri
Ronde van Hokkaido
1e etappe: Riccardo Stacchiotti
2e etappe: Daniele Colli
3e etappe: Riccardo Stacchiotti
Eindklassement: Riccardo Stacchiotti
Ronde van China I
4e etappe: Daniele Colli
Eindklassement: Daniele Colli
Ronde van China II
2e etappe: Nicolas Marini
3e etappe: Nicolas Marini
6e etappe: Nicolas Marini
2008 · 2009 · 2010 · 2011 · 2012 · 2013 · 2014 · 2015 · 2016